# FK Ouralan Elista
Maillots
L'Ouralan Elista (en russe : «Уралан» Элиста) est un club russe de football basé à Elista, fondé en 1958.

## Histoire
- 1958 : Fondation du club sous le nom Ouralan Elista
- 2004 : Dissolution du club
- 2005 : Refondation sous le nom FK Elista
- 2006 : Dissolution du club
- 2014 : Refondation sous le nom Ouralan Elista
- 2015 : Dissolution du club
- 2021 : Refondation du club

## Bilan sportif

### Palmarès
- Championnat de Russie de D2 (1)
  - Champion : 1997.
  - Vice-champion : 1992 (zone Ouest) et 2001.

### Classements en championnat
La frise ci-dessous résume les classements successifs du club en championnat d'Union soviétique.
La frise ci-dessous résume les classements successifs du club en championnat de Russie.

### Bilan par saison
Légende
- Promotion en division supérieure
- Relégation en division inférieure

| Saison    | Championnat  | Championnat  | Championnat  | Championnat  | Championnat  | Championnat  | Championnat  | Championnat  | Championnat  | Championnat  | Coupe d'URSS        |
| Saison    | Division     | Pos          | Pts          | J            | V            | N            | D            | BP           | BC           | Diff         | Coupe d'URSS        |
| --------- | ------------ | ------------ | ------------ | ------------ | ------------ | ------------ | ------------ | ------------ | ------------ | ------------ | ------------------- |
| 1966      | 3e Russie 4  | 19e          | 24           | 38           | 7            | 10           | 21           | 31           | 81           | -50          | —                   |
| 1967      | 3e Russie 3  | 20e          | 20           | 38           | 7            | 6            | 25           | 31           | 90           | -59          | Deuxième tour Q     |
| 1968      | 3e Russie 3  | 21e          | 18           | 40           | 5            | 8            | 27           | 17           | 76           | -59          | Deuxième tour Q     |
| 1969      | 3e Russie 4  | 8e           | 36           | 34           | 14           | 8            | 12           | 38           | 34           | +4           | —                   |
| 1970      | 4e Russie 2  | 14e          | 27           | 34           | 9            | 9            | 16           | 27           | 45           | -18          | —                   |
| 1971      | 3e Zone 3    | 15e          | 33           | 38           | 12           | 9            | 17           | 40           | 51           | -11          | —                   |
| 1972      | 3e Zone 4    | 7e           | 38           | 36           | 15           | 8            | 13           | 39           | 38           | +1           | —                   |
| 1973      | 3e Zone 3    | 6e           | 36           | 34           | 16           | 6            | 12           | 43           | 35           | +8           | —                   |
| 1974      | 3e Zone 3    | 6e           | 47           | 38           | 20           | 7            | 11           | 52           | 37           | +15          | —                   |
| 1975      | 3e Zone 3    | 16e          | 30           | 38           | 12           | 6            | 20           | 32           | 51           | -19          | —                   |
| 1976      | 3e Zone 4    | 12e          | 38           | 40           | 13           | 12           | 15           | 35           | 52           | -17          | —                   |
| 1977      | 3e Zone 3    | 19e          | 29           | 40           | 10           | 9            | 21           | 33           | 67           | -34          | —                   |
| 1978      | 3e Zone 3    | 10e          | 48           | 46           | 21           | 6            | 19           | 60           | 59           | +1           | —                   |
| 1979      | 3e Zone 3    | 15e          | 48           | 48           | 20           | 8            | 20           | 63           | 64           | -1           | —                   |
| 1980      | 3e Zone 3    | 7e           | 36           | 34           | 16           | 4            | 14           | 49           | 55           | -6           | —                   |
| 1981      | 3e Zone 3    | 7e           | 38           | 34           | 15           | 8            | 11           | 47           | 36           | +11          | —                   |
| 1982      | 3e Zone 3    | 5e           | 38           | 32           | 15           | 8            | 9            | 48           | 32           | +16          | —                   |
| 1983      | 3e Zone 3    | 4e           | 40           | 30           | 18           | 4            | 8            | 57           | 35           | +22          | —                   |
| 1984      | 3e Zone 3    | 11e          | 27           | 30           | 11           | 5            | 14           | 39           | 37           | +2           | —                   |
| 1985      | 3e Zone 3    | 4e           | 42           | 30           | 19           | 4            | 7            | 62           | 35           | +27          | —                   |
| 1986      | 3e Zone 3    | 3e           | 42           | 32           | 19           | 4            | 9            | 51           | 36           | +15          | —                   |
| 1987      | 3e Zone 3    | 8e           | 34           | 32           | 13           | 8            | 11           | 50           | 37           | +13          | Deuxième tour       |
| 1988      | 3e Zone 3    | 15e          | 32           | 38           | 14           | 4            | 20           | 59           | 53           | +6           | Seizièmes de finale |
| 1989      | 3e Zone 3    | 13e          | 38           | 42           | 13           | 12           | 17           | 58           | 61           | -3           | —                   |
| 1990      | 4e Zone 4    | 6e           | 37           | 32           | 14           | 9            | 9            | 43           | 29           | +14          | —                   |
| 1991      | 4e Zone 4    | 2e           | 57           | 42           | 26           | 5            | 11           | 62           | 44           | +18          | —                   |
| Saison    | Championnat  | Championnat  | Championnat  | Championnat  | Championnat  | Championnat  | Championnat  | Championnat  | Championnat  | Championnat  | Coupe de Russie     |
| Saison    | Division     | Pos          | Pts          | J            | V            | N            | D            | BP           | BC           | Diff         | Coupe de Russie     |
| 1992      | 2e Ouest     | 2e           | 43           | 34           | 19           | 5            | 10           | 65           | 49           | +16          | —                   |
| 1993      | 2e Ouest     | 8e           | 48           | 42           | 23           | 2            | 17           | 60           | 64           | -4           | Troisième tour      |
| 1994      | 2e           | 11e          | 41           | 42           | 16           | 9            | 17           | 69           | 67           | +2           | —                   |
| 1995      | 2e           | 15e          | 56           | 42           | 16           | 8            | 18           | 56           | 61           | -5           | Quatrième tour      |
| 1996      | 2e           | 7e           | 66           | 42           | 19           | 9            | 14           | 47           | 41           | +6           | Troisième tour      |
| 1997      | 2e           | 1er          | 92           | 42           | 29           | 5            | 8            | 67           | 22           | +45          | —                   |
| 1998      | 1re          | 7e           | 42           | 30           | 12           | 6            | 12           | 39           | 41           | -2           | Seizièmes de finale |
| 1999      | 1re          | 9e           | 36           | 30           | 10           | 6            | 14           | 27           | 34           | -7           | Seizièmes de finale |
| 2000      | 1re          | 16e          | 12           | 30           | 2            | 6            | 22           | 17           | 61           | -44          | Demi-finales        |
| 2001      | 2e           | 2e           | 65           | 34           | 19           | 8            | 7            | 55           | 31           | +14          | Seizièmes de finale |
| 2002      | 1re          | 13e          | 29           | 30           | 6            | 11           | 13           | 32           | 42           | -10          | Huitièmes de finale |
| 2003      | 1re          | 15e          | 28           | 30           | 6            | 10           | 14           | 23           | 47           | -24          | Huitièmes de finale |
| 2004      | 2e           | 18e          | 50           | 42           | 13           | 11           | 18           | 48           | 57           | -9           | Huitièmes de finale |
| 2004      | 2e           | 18e          | 50           | 42           | 13           | 11           | 18           | 48           | 57           | -9           | Cinquième tour      |
| 2005      | Club inactif | Club inactif | Club inactif | Club inactif | Club inactif | Club inactif | Club inactif | Club inactif | Club inactif | Club inactif | Club inactif        |
| 2006      | 3e Sud       | 12e          | 34           | 32           | 10           | 4            | 18           | 38           | 76           | -38          | Troisième tour      |
| 2007-2013 | Club inactif | Club inactif | Club inactif | Club inactif | Club inactif | Club inactif | Club inactif | Club inactif | Club inactif | Club inactif | Club inactif        |
| 2014      | 4e Sud       | 7e           | 30           | 20           | 9            | 3            | 8            | 31           | 25           | +6           | —                   |
| 2015      | 4e Sud       | 3e           | 30           | 16           | 9            | 3            | 4            | 34           | 18           | +16          | —                   |
| 2016-2020 | Club inactif | Club inactif | Club inactif | Club inactif | Club inactif | Club inactif | Club inactif | Club inactif | Club inactif | Club inactif | Club inactif        |
| 2021      | 4e Sud       | 7e           | 20           | 18           | 4            | 8            | 6            | 27           | 26           | +1           | —                   |
| 2022      | 4e Sud       | 2e           | 32           | 16           | 10           | 2            | 4            | 30           | 21           | +9           | —                   |

## Personnalités du club

### Joueurs emblématiques
Les joueurs internationaux suivants ont joué pour le club. Ceux ayant évolué en équipe nationale lors de leur passage à l'Ouralan sont marqués en gras.
Russie
- Akhrik Tsveiba
- Maksim Bokov
- Igor Tchougaïnov
- Aleksandr Filimonov
- Denis Kolodine
- Andreï Kondrachov (en)
- Oleg Kouzmine
- Alexeï Smertine
- Oleg Veretennikov

Pays de l'ex-URSS
- Samir Aliyev
- Garnik Avalyan (en)
- Tigran Petrosyan
- Artur Voskanian
- Vitali Bulyga
- Vyacheslav Geraschenko (en)
- Vitali Lanko (en)
- Aleksandr Lukhvich
- Aliaksandr Oreshnikov (en)
- Vadim Skripchenko
- Iouri Shukanov (en)
- Mark Švets (en)
- Valeri Abramidze (en)
- Giorgi Davitnidze (en)
- Vasil Gigiadze
- Sevasti Todua (en)
- Vitali Abramov (en)
- Iouri Aksenov (en)
- Dmitri Liapkine
- Valērijs Ivanovs
- Aleksandrs Jeļisejevs
- Vidas Dančenka (en)
- Saulius Mikalajūnas (en)
- Vasile Coșelev (en)
- Vitali Maevici (en)
- Radu Rebeja
- Arsen Avakov
- Andriy Annenkov (en)
- Yuriy Hrytsyna (en)
- Oleksandr Kyryukhin (en)
- Pavlo Shkapenko (en)
- Artem Yashkin (en)
- Sergueï Kormiltsev (en)
- Sergey Lushan (en)
- Aleksandr Sayun (en)

Amérique du Sud
- Víctor López (en)
- Fernando Martínez Silva (es)

## Historique du logo

Historique des logos du club
Ouralan Elista
FK Elista